# Villy (Ardennes)
Villy település Franciaországban, Ardennes megyében. Lakosainak száma 195 fő (2022. január 1.). Villy La Ferté-sur-Chiers, Fromy, Linay, Malandry, Margut és Sailly községekkel határos.

## Népesség
A település népessége az elmúlt években az alábbi módon változott:
| Lakosok száma | 191  | 146  | 151  | 180  | 196  | 207  | 215  | 204  | 199  | 195  |
|               | 1968 | 1982 | 1990 | 2006 | 2013 | 2015 | 2017 | 2019 | 2020 | 2022 |